# Sabrina (1954)
Sabrina ist eine US-amerikanische Liebeskomödie unter der Regie von Billy Wilder aus dem Jahr 1954. In der Titelrolle ist Audrey Hepburn zu sehen, Humphrey Bogart und William Holden sind als rivalisierendes Brüderpaar um die Gunst Sabrinas besetzt. Die Vorlage zum Filmdrehbuch geht auf das Theaterstück Sabrina Fair von Samuel A. Taylor zurück, das am 11. November 1953 in New York uraufgeführt wurde.
Der Film wurde 2002 als besonders erhaltenswert ins National Film Registry aufgenommen.

## Handlung
Linus und David Larrabee sind Söhne einer wohlhabenden Familie auf Long Island. Linus, der ältere, geht ganz in seiner Arbeit auf. Er ist damit ausgelastet, das Familienunternehmen zu führen, und hat keine Zeit für eine Frau oder eine eigene Familie. David ist ein Lebemann, der zwar offiziell im Familienunternehmen angestellt ist, sich aber nicht viel aus Arbeit macht. Er war bereits dreimal verheiratet und lässt keine gesellschaftliche Veranstaltung aus. Sabrina Fairchild, die junge, schüchterne und unbeholfene Tochter des Chauffeurs der Familie, ist schon von klein auf in David verliebt, der sie aber kaum beachtet hat. Sie geht nach Paris, absolviert am Cordon bleu eine Ausbildung zur Köchin und erwirbt durch die Freundschaft mit einem betagten französischen Baron die Umgangsformen der besseren Gesellschaft. Als gleichermaßen kultivierte wie elegante und schöne Frau kehrt sie nach zwei Jahren zurück. Prompt fällt sie David auf, der ihr umgehend den Hof macht.
Aus geschäftlichen Erwägungen heraus würde Linus seinen Bruder David allerdings gerne mit Elizabeth, der Tochter des Zuckerfabrikanten Tyson, verheiratet wissen. Um sie von David fernzuhalten, überwindet sich der eingefleischte Junggeselle Linus, mit der lebenslustigen Sabrina auszugehen. Er gaukelt ihr vor, dass er sich in sie verliebt habe und mit ihr zusammen nach Paris zurückkehren wolle. Kurz vor der Abreise weiht er jedoch Sabrina, die sich inzwischen in ihn verliebt hat, in seine Pläne ein. David, der an seiner Stelle mit Sabrina fahren soll, hat allerdings bemerkt, dass Linus Gefühle für die junge Frau entwickelt hat. Er will dem Glück der beiden nicht im Wege stehen und kann seinen Bruder schließlich dazu überreden, ihr auf das Schiff zu folgen, so dass Sabrina am Ende doch mit Linus abreist.

## Produktion

### Produktionsnotizen, Dreharbeiten
Der Arbeitstitel des Films lautete Sabrina Fair. Der Film beginnt im Original mit der Stimme von Audrey Hepburn, die über die von ihr gespielte Figur Sabrina spricht. Laut einer Notiz in der Daily Variety soll Paramount 1953 $75.000 für die Rechte am Drehbuch an Samuel A. Taylor gezahlt haben mit dessen Vorgabe, dass der Film erst ein Jahr später veröffentlicht werden dürfe. Die Dreharbeiten zum Film begannen Ende September und dauerten bis Ende November 1953 an. Gedreht wurde auf dem Anwesen des Paramount-Vorsitzenden Barney Balaban auf Long Island, einer zum US-Bundesstaat New York gehörenden Insel, und in Mamaroneck, einem Ort im Bundesstaat New York. Das Theaterstück mit Joseph Cotten als Linus und Margaret Sullavan als Sabrina startete Mitte November 1953 in New York. Wie in einigen Quellen nachzulesen ist, soll Audrey Hepburn nach ihrem erfolgreichen Film Ein Herz und eine Krone Paramount davon überzeugt haben, das Stück für sie zu kaufen. Es gibt auch Quellen, die schreiben, dass Billy Wilder auf das Stück gestoßen sei und für die Titelrolle Audrey Hepburn vorgeschlagen habe. Laut Variety erwog Paramount, den Filmtitel in The Chauffeur’s Daughter zu ändern. Der Film markiert Humphrey Bogarts erste Arbeit für Paramount und die letzte von Billy Wilder, der im Verlauf von achtzehn Jahren siebzehn Filme für das Studio gedreht hatte. Als Linus Sabrina mit ins Theater nimmt, sehen sie das Stück Das verflixte 7. Jahr, das für Billy Wilder als nächstes Filmprojekt anstand.
Wie bei Boulevard der Dämmerung (1950) begann die Filmproduktion ohne ein fertiges Drehbuch. Ernest Lehman arbeitete mit Billy Wilder während der Produktion am Buch weiter. Eines Tages, als Lehman keine Kopie der anstehenden Szene für Bogart hatte, soll dieser explodiert sein. Wilder erklärte vor versammelter Mannschaft, dass er keinen Meter Film mehr drehen würde, bis sich Bogart bei Lehman entschuldigt habe. Bogart lud Lehman daraufhin in seine Garderobe ein, und die Dreharbeiten wurden fortgesetzt.
Während der Produktion arbeitete Wilder ununterbrochen am Buch weiter. Eines Tages soll er Hepburn gebeten haben, so zu tun, als könne sie ihren Text für eine Szene nicht; sie sollte die besagte Szene mehrfach schmeißen, damit genügend Zeit bliebe, die nächsten Szenen für die Aufnahme am folgenden Tag fertigzuschreiben. Bogart, der darüber nicht informiert war, soll deshalb auf die Frage, wie er die Arbeit mit Hepburn beurteile, geantwortet haben: „She’s all right, if you don’t mind a dozen takes.“ („Sie ist in Ordnung, wenn es dir nichts ausmacht, die gleiche Szene ein Dutzend Mal zu drehen.“)
Taylor, der anfangs als Co-Drehbuchautor genannt worden war, war mit den weitreichenden Änderungen, die Wilder vornahm, nicht glücklich und wandte sich von dem Projekt ab. Humphrey Bogart wurde in letzter Minute anstelle von Cary Grant eingesetzt, da dieser abgesagt hatte. Bogart und William Holden konnten einander nicht ausstehen. Bogart meinte, Holden sei ein schlechter Schauspieler, und er missbilligte den Einsatz von Audrey Hepburn (er hätte lieber seine Frau Lauren Bacall in der Rolle gesehen), während Holden sich in sie verliebte, ebenso wie Hepburn sich in ihn. Die Schauspielerin brach die Beziehung jedoch ab, als klar war, dass sie mit Holden keine Kinder würde haben können.
Bogart erhielt als Gage $300.000, Holden bekam $150.000 und Hepburn lediglich $15.000.
Obwohl Edith Head mit einem Oscar für das beste Kostümdesign ausgezeichnet wurde, waren die meisten Teile von Hepburns Garderobe von Hubert de Givenchy. Head nahm den Oscar entgegen, ohne Givenchy auch nur zu erwähnen, was vor allem bei Audrey Hepburn auf Unverständnis stieß. Tatsächlich trug Hepburn ihre eigenen Kleider aus der Givenchy-Kollektion. Es war das erste Mal, dass sie mit dem französischen Modeschöpfer zusammenarbeitete. Fast über ihre gesamte Karriere hinweg wurde sie dann von ihm ausgestattet.
Es war der zweite Film in Folge, bei dem Hepburn ihr Haar als Symbol von Reife kurz trug. Zuvor tat sie das in der Filmromanze Ein Herz und eine Krone 1953. Es war zugleich der erste von vier Filmen in Folge, in denen ihre Figur mit einem Mann romantisch verbunden war, der alt genug war, dass er ihr Vater hätte sein können.

### Veröffentlichung
Der Film hatte am 23. September 1954 in Los Angeles und New York Premiere. Allgemein lief er in den Kinos der USA am 15. Oktober 1954 an. In Kanada (Toronto) war er bereits am 3. September 1954 zu sehen, im Vereinigten Königreich (London) am 10. September 1954 und in Japan am 17. September 1954. 
In der Bundesrepublik Deutschland hatte der Film am 16. November 1954 Premiere, in Italien am 16. November 1954, in Portugal am 19. November 1954 und in Österreich am 17. Dezember 1954. 1955 wurde er in folgenden Ländern veröffentlicht: Türkei, Argentinien, Finnland, Frankreich, Schweden, Belgien, Dänemark, Hongkong, Australien, Spanien (Madrid). Vorgestellt wurde er zudem am 21. September 2003 auf dem Cinefest Sudbury International Film Festival und am 12. Februar 2009 auf dem Audrey Hepburn Film Festival. Veröffentlicht wurde er zudem in Brasilien, Bulgarien, in der Tschechischen Republik, Griechenland, Ungarn, Mexiko, Rumänien, in der Sowjetunion und in der Ukraine.

### Synchronisation
Die deutsche Synchronfassung entstand bei der Berliner Synchron nach einem Dialogbuch von Erika Streithorst unter Synchronregie von Rolf von Sydow.
| Rolle                     | Schauspieler     | Dt. Synchronstimme    |
| ------------------------- | ---------------- | --------------------- |
| Linus Larrabee            | Humphrey Bogart  | Wolfgang Lukschy      |
| Sabrina Fairchild         | Audrey Hepburn   | Marion Degler         |
| David Larrabee            | William Holden   | Heinz Engelmann       |
| Thomas Fairchild          | John Williams    | Siegfried Schürenberg |
| Mr. Oliver Larrabee       | Walter Hampden   | Robert Klupp          |
| Mrs. Maude Larrabee       | Nella Walker     | Agnes Windeck         |
| Elizabeth Tyson           | Martha Hyer      | Inge Landgut          |
| Miss McCardle, Sekretärin | Ellen Corby      | Elfe Schneider        |
| Kochlehrer in Paris       | Marcel Hillaire  | Alfred Balthoff       |
| Margaret, die Köchin      | Marjorie Bennett | Anneliese Würtz       |

## Rezeption

### Kritik
Die Schwierigkeiten, denen die Produktion ausgesetzt war, waren dem fertigen Film nicht anzumerken. Die New York Times nannte Sabrina die reizvollste romantische Komödie seit Jahren – ein Film, so schaumig und zart, wie die Aufläufe, die Sabrina zuzubereiten lernt.

„Wilder inszenierte mit leichter Hand eine geistreiche Gesellschaftskomödie nach einem Theaterstück von Samuel Taylor. Witziger Dialog, Delikatesse der Bildführung und charmante Darstellung vervollständigen den positiven Gesamteindruck.“

„Wortwitz, Romantik, Esprit: einfach klasse!“

### Auszeichnungen
Oscarverleihung 1955
- Oscar für das beste Kostümdesign an Edith Head
- Nominierungen für den Oscar:
  - bestes Szenenbild: Hal Pereira und Walter H. Tyler (Art Directors), Sam Comer und Ray Moyer (Set Decorators)
  - beste Hauptdarstellerin: Audrey Hepburn
  - beste Schwarzweiß-Kamera: Charles Lang
  - beste Regie: Billy Wilder
  - bestes Drehbuch: Billy Wilder, Samuel A. Taylor und Ernest Lehman

Golden Globe 1955
- Golden Globe für das beste Drehbuch: Billy Wilder, Samuel A. Taylor und Ernest Lehman

National Board of Review 1954
- NBR Award für die beste Nebenrolle: John Williams (auch für Bei Anruf Mord)

Writers Guild of America 1955
- 1955 WGA Award (Screen) für das beste Drehbuch einer amerikanischen Komödie: Billy Wilder, Samuel A. Taylor und Ernest Lehman

## Neuverfilmung
Das Stück von Samuel A. Taylor wurde 1995 unter demselben Titel von Sydney Pollack mit Julia Ormond in der Titelrolle unter weitgehender Verwendung des Drehbuchs von Billy Wilder und Ernest Lehman neu verfilmt.